# Гвасюги
Гвасюги́ (удэг. Гуасиғи) — село в районе имени Лазо Хабаровского края, центр Гвасюгинского сельского поселения.

## География
Село Гвасюги стоит на реке Були при впадении её в протоку реки Хор. В пяти километрах выше села Гвасюги находится пос. Среднехорский.
Расстояние от Гвасюги до районного центра Переяславка (через Обор) около 90 км.

## История
Гвасюги — национальное удэгейское село.
В селе Гвасюги в 1905 году родился первый удэгейский писатель Джанси Кимонко.
С 2003 года в селе функционирует этно-культурный центр «Солнце», представляющий из себя музей под открытым небом и развлекательный комплекс с фольклорными представлениями.

## Население
| 1992 | 2002 | 2010 | 2011 | 2012 | 2013 | 2014 |
| ---- | ---- | ---- | ---- | ---- | ---- | ---- |
| 282  | ↘229 | ↗251 | →251 | ↘238 | ↘237 | ↗249 |
| 2015 | 2016 | 2021 |      |      |      |      |
| ↘246 | ↗247 | ↘211 |      |      |      |      |